# Финале Светског првенства у фудбалу 1934.
Финале Светског првенства 1934. је била фудбалска утакмица између Италије и Чехословачке да би се одредио победник Светског првенства у фудбалу 1934. године. Одржано је 10. јуна 1934. на стадиону Национале НФП у Риму.
Италија је вратила заостатак од једног гола и победила у мечу са 2–1 упркос температури која се приближавала 40 степени целзијуса.
Последњи преживели играч из овог финала био је голман Чехословачке Франтишек Планичка који је преминуо 20. јула 1996. у 92. години.

## Позадина
Уругвај је бојкотовао Светско првенство 1934. због мањка европских тимова на претходном турниру, а Аргентину је у првом колу турнира елиминисала Шведска.
Ово је био деби и Италије и Чехословачке на Светском првенству. Ово је такође била једанаеста утакмица између ова два тима; њихов претходни меч је био на Међународном купу Централне Европе 1933–35. одржаном у Фиренци, где је Италија победила са 2−0. Ово је изједначило њихов међусобни скор пре Светског првенства на по три победе, уз четири ремија.

## Пут до финала
| Италија          | Италија   | Рунда              | Чехословачка | Чехословачка |
| ---------------- | --------- | ------------------ | ------------ | ------------ |
| Противник        | Резултат  | Финални турнир     | Противник    | Резултат     |
| Сједињене Државе | 7–1       | Прелиминарна рунда | Румунија     | 2–1          |
| Шпанија          | 1–1 (1–0) | Четвртфинале       | Швајцарска   | 3–2          |
| Аустрија         | 1–0       | Полуфинале         | Немачка      | 3–1          |

## Утакмица

### Резиме
Чехословачка је повела на 19 минута до краја голом Антонина Пуча. Одржали су вођство само 10 минута пошто је Италија изједначила преко нападача Рајмунда Орсија. Пошто до краја регуларног дела меча није било даљих голова, утакмица је ушла у продужетке. У 95. минуту Италија је повела одлучујућим голом Анђела Скјавија.

### Детаљи
| Италија                | 2–1 (прод.) | Чехословачка |
| ---------------------- | ----------- | ------------ |
| Орси 81’ · Скјавио 95’ | Report      | Пуч 71’      |

| Италија | Чехословачка |

| Г            |  | Ђанпјеро Комби (к) |
| О            |  | Ералдо Монцељо     |
| О            |  | Луиђи Алеманди     |
| С            |  | Атилио Ферарис     |
| С            |  | Луис Монти         |
| С            |  | Луиђи Бертолини    |
| Н            |  | Енрике Гуајта      |
| Н            |  | Ђузепе Меаца       |
| Н            |  | Ђовани Ферари      |
| Н            |  | Рајмундо Орси      |
| Н            |  | Анђело Скјавио     |
| Селектор:    |  |                    |
| Виторио Поцо |  |                    |

|             |                        |  |  |
|             |                        |  |  |
| Г           | Франтишек Планичка (к) |  |  |
| О           | Јозеф Чтиржоки         |  |  |
| О           | Ладислав Женишек       |  |  |
| С           | Рудолф Крчил           |  |  |
| С           | Штефан Чамбал          |  |  |
| С           | Јозеф Кошталек         |  |  |
| Н           | Антонин Пуч            |  |  |
| Н           | Олдрих Неједли         |  |  |
| Н           | Франтишек Свобода      |  |  |
| Н           | Франтишек Јунек        |  |  |
| Н           | Јиржи Соботка          |  |  |
| Селектор:   |                        |  |  |
| Карел Петру |                        |  |  |

| Помоћне судије: Луис Барт (Белгија) Михали Иванчич (Мађарска) | Правила - 90 минута - 30 минута продужетка ако је потребно - Доигравање ако је и даље нерешено - Измене нису дозвољене |